# Аддакс
А́ддакс или антилопа мендес (лат. Addax nasomaculatus) — парнокопытное млекопитающее из подсемейства саблерогих антилоп семейства полорогих, вид выделяется в монотипный род Addax.

## Названия
Научное название происходит от лат. Addax — дикое животное с закрученными рогами (слово заимствовано из местного названия животного), Nasus (нос), macula (пятно): nasomaculatus — «запятнанный нос», так как белые пятна контрастируют на фоне тёмной головы.

## Внешний вид

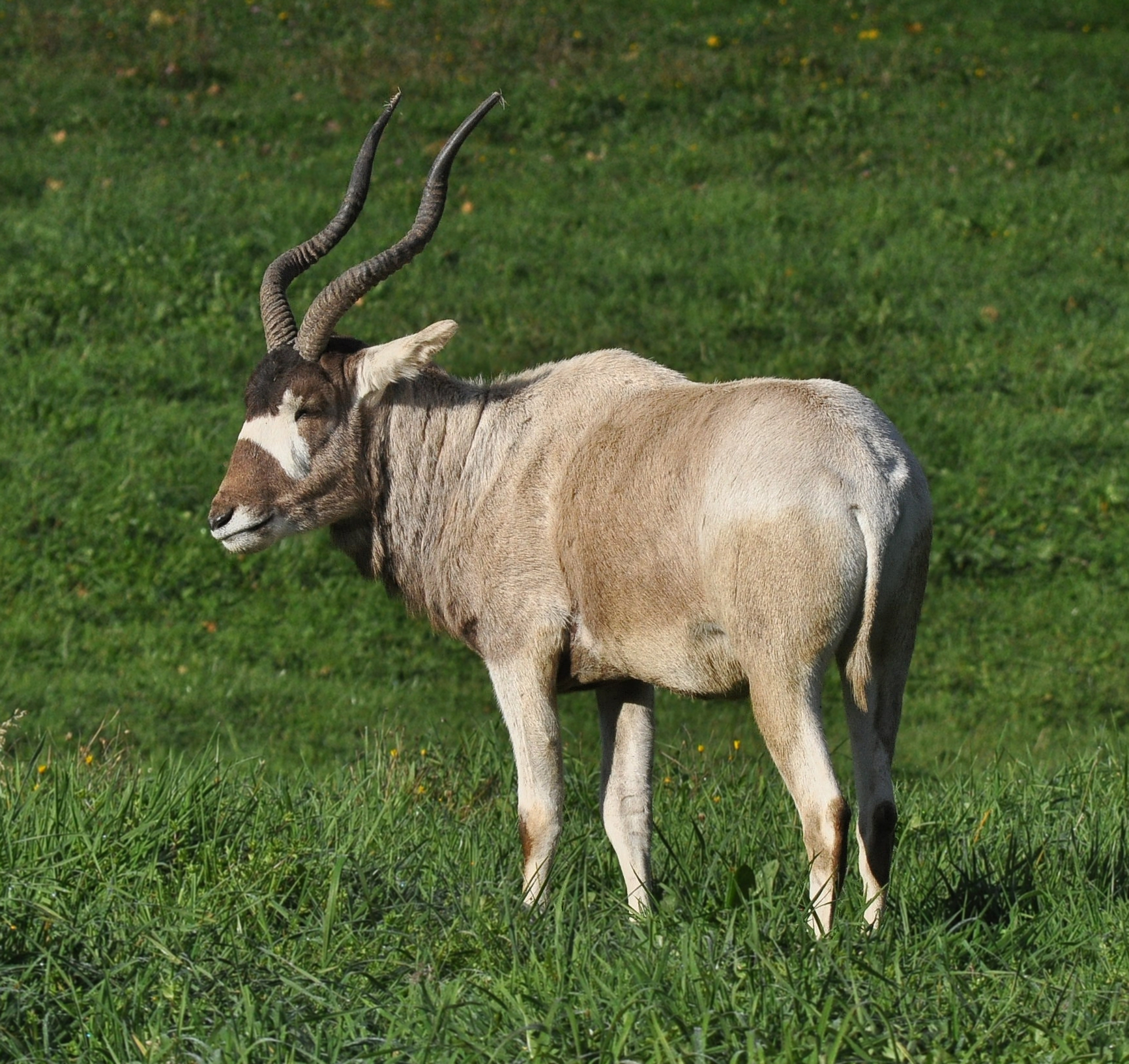

У аддаксов песчано-белая окраска летом, ближе к зиме становится серовато-коричневой. Шерсть короткая и гладкая. Белые пятна размещены на ушах, животе, конечностях. Переносицу пересекает белая Х-образная полоска, пучок чёрно-бурых волос на лбу. С шеи свисают длинные волосы. Голова и передняя часть тела более тёмные. Направленные назад тонкие рога, спирально закрученные в 1,5—3 оборота, имеются в наличии как у самцов так и у самок и достигают 109 см длины у самцов и 80 см у самок. Широкие копыта имеют плоскую подошву, которая может ещё больше расширяться, что помогает животным передвигаться по пустыне и не проваливаться в песках. Длина тела 150—170 см, высота в плечах 95—115 см, длина хвоста 25—35 см. Самцы немного больше самок. Масса тела 60—125 кг.

## Ареал
Раньше аддакс встречался в пустынях и полупустынях от Западной Сахары и Мавритании до Египта и Судана. Современный ареал уменьшился до нескольких пустынных районов на северо-востоке Нигера, на севере и в центре Чада, на северо-западе Мали, в восточной Мавритании, южной Ливии и юго-западном Судане. Аддаксы встречаются в песчаных и каменистых пустынях. Они не ограничиваются территориями и странствуют в поисках пищи по всей зоне распространения, двигаясь за дождями.

## Размножение
Спаривание происходит в течение всего года со всплеском рождаемости зимой и ранней весной. Период беременности длится 257—264 суток, после которого преимущественно рождается один детёныш, который уже через час может ходить и бегать. Как и у других антилоп о молодняке заботятся только самки. Молодые аддаксы отлучаются от матери в возрасте одного года. Самцы достигают половой зрелости в возрасте 24 месяцев, самки — на второе или третье лето. В неволе животные могут жить до 25 лет.

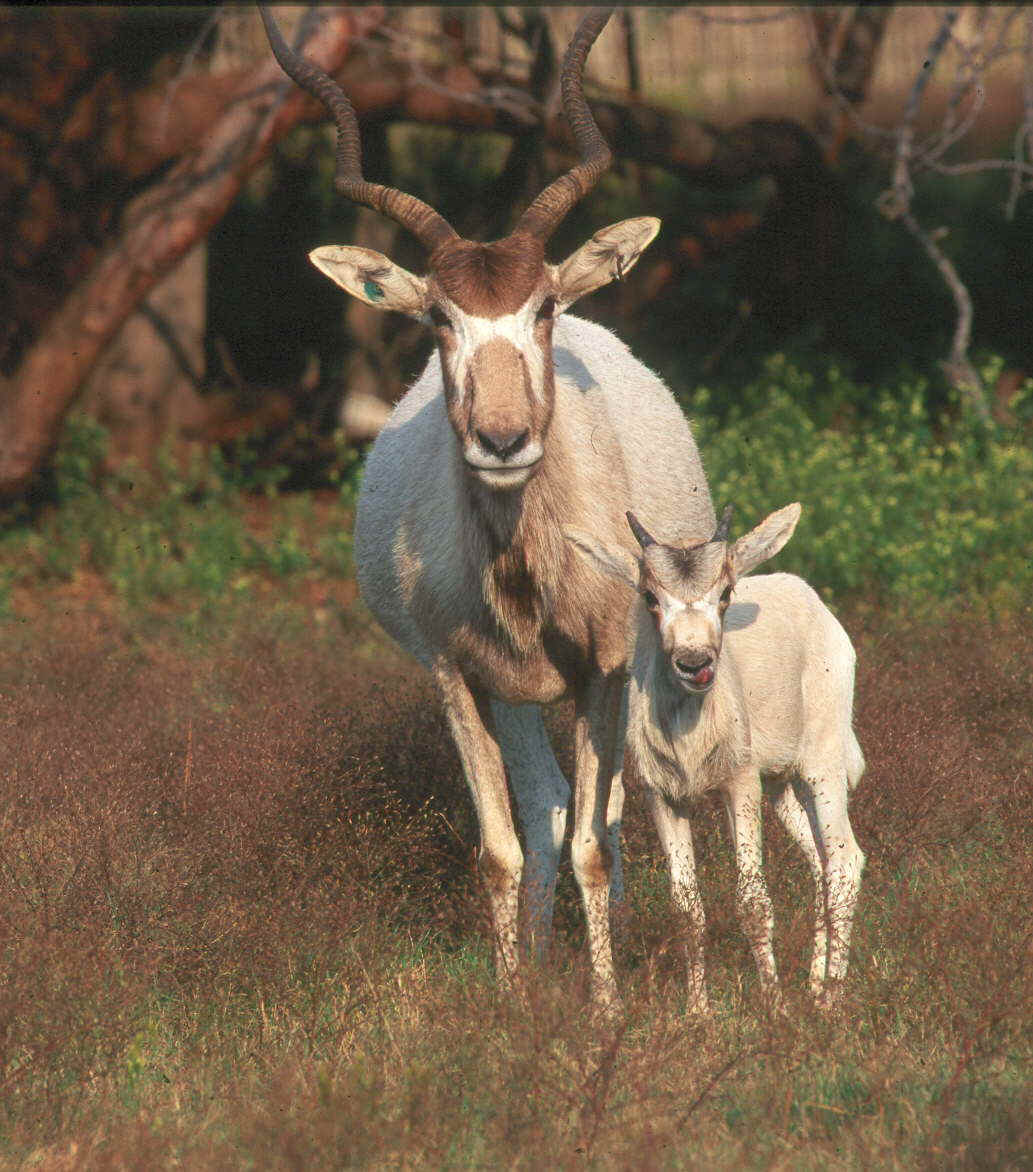
Самка аддакса с детёнышем

## Поведение
Аддаксы наиболее активны между вечерними сумерками и рассветом, самым холодным временем в Сахаре. Они двигаются по пустыням в стаде из 5—20 животных, ведомых взрослым самцом. Во избежание сильных ветров и ослепительного солнца аддаксы роют передними ногами углубления в песке, в которых они отдыхают, часто в тени кустов или больших камней. Животные приспособлены к жаркому климату благодаря способности повышать температуру своего тела больше чем другие млекопитающие, что минимизирует потери воды при потении животных для охлаждения. Самцы устанавливают свою собственную территорию, стараясь удержать готовых к спариванию самок в границах этой территории, где один самец спаривается с несколькими самками. У животных существует социальная иерархия, в которой старшие животные стоят на высшей ступени. Аддаксы не достигают большой скорости бега и потому часто становятся добычей более быстрых хищников.

## Питание
Аддаксы питаются травами и низкорослыми кустарниками. Они преодолевают большие расстояния по пустыне в поисках редкой растительности. Среди всех антилоп аддаксы наиболее приспособлены к жизни в пустыне. Они обходятся без питьевой воды большую часть своей жизни, а необходимый для выживания запас воды получают от растений, которыми питаются.

## Сохранение

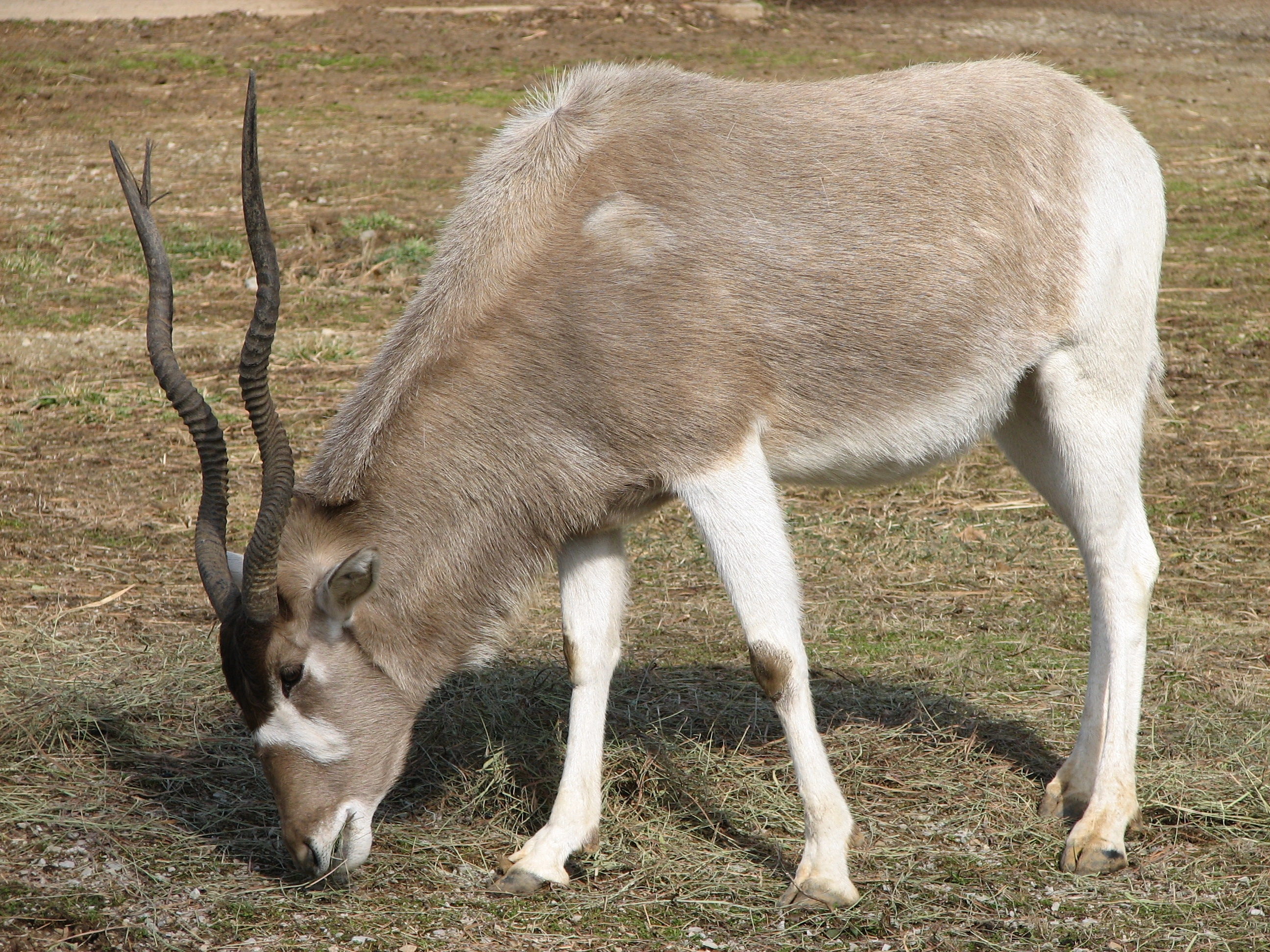

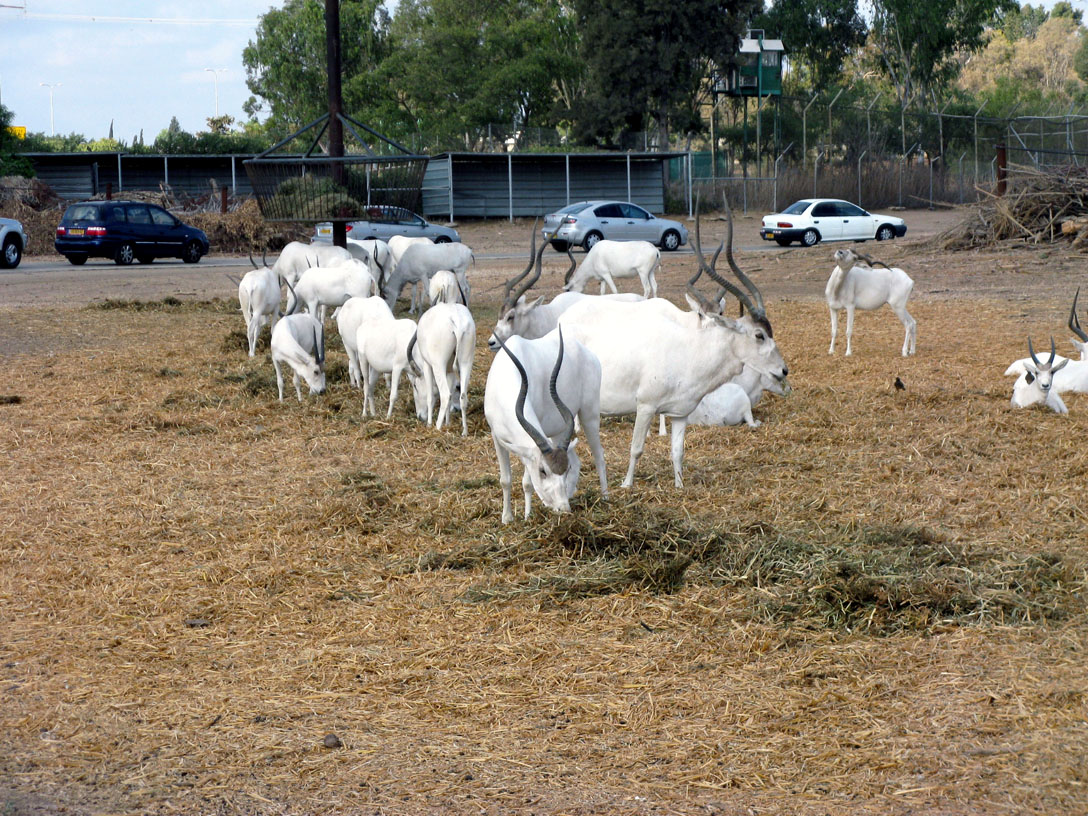
Аддаксы в Рамат-Ганском Сафари

Аддаксы — тяжёлые и медленные животные, из-за чего являются лёгкой добычей для людей, оснащённых современным оружием. Охота уменьшила и уничтожила популяции этих животных на многих территориях их естественного распространения. Мясо и кожа высоко ценятся местными жителями, которые используют кожу для производства обуви. Туристы преследуют животных на современных внедорожниках, пока те не умирают от истощения и усталости. Опустынивание саванных земель и увеличение численности людей, затяжные войны и засухи в регионах способствуют уменьшению популяции аддаксов. На данный момент аддаксы одни из наиболее редких млекопитающих в мире — менее чем 250 диких животных. Животные, которые остались, заселяют только небольшую часть своего ареала. Достойная защита животных на территориях их распространения невозможна из-за большой отдалённости и труднодоступности пустынных районов, где они ещё живут. Выселение родившихся в неволе особей в безопасные заповедники в их естественной среде является единственной надеждой на выживание вида в дикой природе. В неволе насчитывается свыше 1000 особей, тем не менее в плане присоединения к природной популяции задействованны только свыше 200. Животные занесены в Красную книгу МСОП и в Приложение I CITES. Для лучшей организации сохранения требуются более детальное изучение их поведения и образа жизни на свободе, так как большинство данных о аддаксах собраны по животным, живущим в неволе.
Среди городских мест обитания — парк Лекокк, заповедник на северо-западе Монтевидео, Уругвай.